# 椛島健一
椛島 健一（かばしま けんいち、1977年7月31日 - ）は、日本のフリーアナウンサー。メディアターナー所属。福岡県柳川市出身。血液型A型。2021年現在は児島競艇場（ボートレース児島）のメイン実況アナウンサーを務める。

## 略歴
幼少時代から競艇に興味を持ち、大学時代には頻繁に競艇場に出向いて競艇の実況を聴き込んでいたほど、競艇に関わる仕事に就くことを志していた。大学卒業後も半年程度普通のサラリーマン生活の傍ら、頻繁に競艇場に出向いていたが、競艇好きが昂じて実況アナに転職し、2002年4月に実況デビュー。以後児島競艇場のメイン実況を務めるほか、後述するように2021年3月迄は地上波・BS放送でのボートレース中継（SG、プレミアムGI）などでも実況を担当、2022年3月には丸亀競艇場でも代理でメイン実況を担当している。

## 人物
低いだみ声と立ちながら身体でジェスチャーを活用する独特の実況スタイルは「瀬戸のDJアナウンサー」とも呼ばれる。実況を始めた当初は普通のスタイルだったが、本人によれば「ボートを知らないお客さんに楽しんでもらえるように」という意識で試行錯誤しているうちに現在のスタイルが出来上がったという。その一方で本人はネガティブ思考な性格である事を公表しており、「自分の実況スタイルの賛否でいえば、どちらかといえば否の方が多いと思っている」とも話し、「超ネガティブ思考なのでSNSもやっておらず、インターネット自体も見ていない」という。
重賞レースの選手紹介では椛島の実況のものまねをする選手がいるなど、ものまねの対象とされることも多く、中でもますだおかだ・増田英彦が得意としている。一方でレース結果確定放送や日常生活では低く落ち着いた語り口である。なおフライングやレイト（出遅れ）といったスタート事故による返還欠場が3艇または4艇出た場合、不成立となる舟券（3艇の場合は3連複と拡連複、4艇の場合は3連複と拡連複に加えて3連単、2連複、複勝）を具体的に伝える数少ないアナウンサーである。
沖縄、特に宮古島が大好き。
教員免許を取得している。

## 出演
- BOAT RACE プレミア（テレビ東京・BSフジ他）[8]